# Thelcticopis karnyi
Thelcticopis karnyi är en spindelart som beskrevs av Eduard Reimoser 1929. Thelcticopis karnyi ingår i släktet Thelcticopis och familjen jättekrabbspindlar. Inga underarter finns listade i Catalogue of Life.